# أحمد حتاملة
أحمد غازي عبد الحفيظ حتاملة (مواليد 10 يوليو 1982) هو لاعب كرة قدم أردني يلعب في الحسين إربد كلاعب خط وسط.

## وصلات خارجية
- أحمد حتاملة على موقع ناشيونال فوتبول تيمز (الإنجليزية)
- Player Info at Goalzz.com